# PaniK Manifesto
 PaniK Manifesto  — міні-альбом гурту Diary of Dreams, який вийшов у листопаді 2002 року.

## Композиції
1. Painkiller (6:26)
2. Panik? (5:32)
3. Soul Stripper (4:13)
4. Sin Skinner (6:48)
5. Drama (6:15)
6. The Scream (4:25)
7. Monsters And Demons (4:44)

## Склад учасників
- Мастеринг — Rainer Assmann
- Пре-мастеринг — Christian Zimmerli
- Продюсування, музика, лірика, виконання, мастеринг — Adrian Hates